# Lubaczówka
Lubaczówka (w górnym biegu Zawadówka) – rzeka w Kotlinie Sandomierskiej, prawy dopływ Sanu. Swój początek bierze jako Zawadówka na Roztoczu Wschodnim, na Ukrainie w okolicach wsi Starzyska. Na obszar Polski wpływa w okolicach Budomierza. Płynie przez Płaskowyż Tarnogrodzki do Pradoliny Podkarpackiej. Przepływa między innymi przez miasto Lubaczów i wsie Nowa Grobla, Radawa, Cetula i Zapałów. Uchodzi do Sanu na wysokości 178 m n.p.m. w Manasterzu. Długość rzeki wynosi 88,2 km, w tym 67,3 km w Polsce.

## Główne dopływy
Prawe: Sołotwa ze Świnicą (obok Zawadówki, uważana za drugą źródłową strugę Lubaczówki), Przerwa, Radawka.

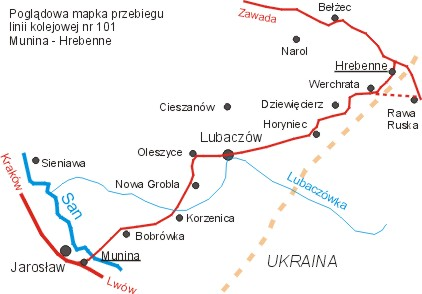
Rzeka Lubaczówka z zaznaczonym przebiegiem linii kolejowej nr 101